# Hipposideros muscinus
Hipposideros muscinus is een vleermuis uit het geslacht Hipposideros die voorkomt in de laaglanden van zuidelijk Nieuw-Guinea. De soort is genoemd naar de Fly River, de typelocatie (musca is Latijn voor "vlieg", net als het Engelse fly). H. muscinus behoort tot de H. cyclops-groep.
H. muscinus is een kleine Hipposideros met korte, brede oren en twee grote bladeren naast het neusblad. De kop-romplengte bedraagt 44 tot 52 mm, de staartlengte 18,9 tot 24,6 mm, de voorarmlengte 42,0 tot 48 mm, de tibialengte 19 tot 22,7 mm en de oorlengte 16,7 tot 20,0 mm.